# Giuseppe Ricci (politico)
Giuseppe Ricci (Montelabbate, 4 luglio 1890 – Cattolica, 18 aprile 1972) è stato un politico e partigiano italiano.

## Biografia
Sin dalla prima adolescenza vicino alle idee socialiste ed anarchiche, nel periodo tra le due guerre mondiali emigrò negli U.S.A. ove continuò a condurre attività politica.

Con l'avvento del regime fascista aderisce al Partito Comunista d'Italia.
Nei giorni che vanno dalla caduta del fascismo (25 luglio 1943) all'armistizio (8 settembre) venne costituita la "Federazione clandestina circondariale del Partito comunista", organizzata capillarmente sul territorio, con il contributo di Ricci in rappresentanza di Cattolica e San Giovanni in Marignano.
Con l'avvio della lotta di Resistenza egli divenne un fondamentale punto di riferimento per la rete cospirativa e per l'attività di propaganda nella Valconca, in collegamento con la 5ª Brigata Garibaldi attiva sul versante pesarese dell'Appennino.  
Si distinse, in particolare, in una azione svolta in collegamento con il British Directorate of Military Intelligence Section 9 (MI9), contribuendo alla fase finale della fuga via mare di ufficiali inglesi al di là della linea del fronte, ed in particolare a quella del gruppo formato dal generale di corpo d’armata Philip Neame, dal generale Richard O'Connor e dal maresciallo dell'aria Owen Tudor Boyd. 
A livello locale fu significativa l'organizzazione da lui curata della fuga di due militi della Repubblica Sociale Italiana verso le file partigiane, a cui seguì per rappresaglia la fucilazione dei commilitoni Domenico Rasi e Vanzio Spinelli, accusati di complicità. 
Il distaccamento da lui comandato, in contatto con Egisto Cappellini rappresentante del PCI in seno alla Resistenza marchigiana, collaborò attivamente all'operazione "Packard" coordinata dall'OSS statunitense, fornendo le mappe della Linea Gotica orientale agli Alleati. 
Presidente del Comitato di Liberazione Nazionale per la zona di Cattolica e Valconca durante la Resistenza, fu comandante del locale Distaccamento della 29ª Brigata GAP "Gastone Sozzi".
A seguito dello sfondamento della Linea Gotica venne nominato dalla Giunta del C.N.L. sindaco del Comune di Cattolica, dal 7 al 22 settembre 1944, successivamente revocato - in quanto comunista - su ordine dell'A.M.G.O.T., il governo militare alleato provvisorio, ed infine reinsediato dal 20 ottobre 1946 all'11 giugno 1951 a seguito nelle prime libere elezioni dell'Italia repubblicana.
Candidato nella prima metà del 1946 dalla Federazione riminese del Partito Comunista Italiano quale suo rappresentante ed eletto Deputato all'Assemblea Costituente, manterrà la carica fino al 1948 per essere poi nuovamente confermato parlamentare, esaurendo il suo mandato nel 1953.
Presidente della Azienda di Soggiorno di Cattolica nei primi anni del dopoguerra, fu tra i principali promotori del prestigioso Premio Nazionale di Poesia "Città di Cattolica", tenutosi nei primi anni '50, dedicato alla poesia popolare dialettale.